# 李德培
李德培（1901年—1991年），男，天津人，是中国天主教爱国会任命的天主教天津教区主教、中国天主教爱国会第一至四届副主席。

## 生平
李德培原系天主教天津教区纪庄子天主本堂司铎。1951年签名参加三自革新运动，宣称“不下帝國主義的地獄，要升天主的天堂”，受到文贵斌主教处分。同年文贵斌遭中共政府驱逐。
1957年中国天主教爱国会成立，李德培当选为副主席。1963年4月，天津市举行教友代表会议，选举李德培为天津教区主教，未获罗马教廷承认可。1966年8月23日，天津教区神职人员在圣若瑟主教座堂受到二十一中红卫兵的批斗。
1980年和1986年，李德培又曾两次当选为中国天主教爱国会副主席。 他死于1991年。据称李德培后来改信佛教。